# Dietrich A. Loeber
Dietrich André Loeber (* 4. Januar 1923 in Riga; † 24. Juni 2004 in Hamburg) war ein deutsch-baltischer Rechtswissenschaftler.

## Leben
Dietrich André Loebers Eltern waren der aus einer deutschbaltischen Familie stammende  Verfassungsrichter August Loeber und seine Ehefrau Emilie geb. Mentzendorff.
Er wuchs in seiner Heimatstadt auf und besuchte das Klassische Gymnasium in Riga. Infolge des Deutsch-sowjetischen Nichtangriffspaktes musste seine Familie 1939 Lettland in der Umsiedlung verlassen. Wie die meisten Deutsch-Balten kam sie in das Wartheland. Nach dem Abitur am Friedrich-Wilhelms-Gymnasium in Posen diente Loeber von 1941 bis 1945 bei den Brandenburgern, einer Spezialtruppe von Admiral Wilhelm Canaris. Ab 1946 studierte er an der Philipps-Universität Marburg Rechtswissenschaft. 1951 wurde er in Marburg zum Dr. jur. promoviert. Zudem erwarb er das Diplom der Haager Akademie für Völkerrecht und den Magistergrad der Columbia University. Er war ab 1953 Rechtsanwalt in München und Hamburg und von 1955 bis 1960 Redakteur der Zeitschrift Osteuropa-Recht. Von 1958 bis 1966 war er wissenschaftlicher Mitarbeiter am Max-Planck-Institut für ausländisches und internationales Privatrecht. 1966 habilitierte er sich an der Universität Hamburg. Von 1966 bis 1989 war er o. Professor für Rechtswissenschaft an der Christian-Albrechts-Universität zu Kiel und leitete hier das 1959 von Boris Meissner gegründete Institut für Recht, Politik und Gesellschaft der sozialistischen Staaten. Er wirkte als Gastprofessor an der Lomonossow-Universität Moskau (1961), der Harvard Law School (1963/64), der University of California, Los Angeles (1970, 1974), der Stanford University (1971, 1973) und der Columbia University (1980–1981, 1983).

### Verdienste um Lettland und Estland
Ende 1988 und 1989 hielt Loeber in Estland und Lettland Vorträge zum Hitler-Stalin-Pakt, der damals in der Sowjetunion geleugnet wurde. Zum ersten lettischen Juristenkongress nach der Perestroika brachte Loeber im Oktober 1990 eine im Selbstverlag gedruckte Version des lettischen Zivilgesetzbuches von 1937 mit. Nach 1991 hielt Loeber regelmäßig Vorlesungen an der Universität Tartu, der Universität Tallinn und der Universität Lettlands. Er unterstützte in hohem Maße den Aufbau des Mentzendorffhauses in Riga.

### Engagement bei den Deutschbalten
Loeber war seit 1975 Mitglied der Baltischen Historischen Kommission, Vorstandsmitglied der Carl-Schirren-Gesellschaft (1969–1971, 1990–1997) und stellvertretender Vorsitzender des Stiftungsrates der nach Karl Ernst von Baer benannten Stiftung (1978–1996). Des Weiteren war Loeber Mitglied der Fraternitas Dorpatensis zu München und Gründer der Corona Dorpatensis. Außerdem war er Fiduzmitglied der Fraternitas Rigensis.

## Ehrungen
- Mitglied der Lettischen Akademie der Wissenschaften (1991)
- Drei-Sterne-Orden (1995)
- Orden des Marienland-Kreuzes IV. Klasse für seine Verdienste um die Rechtsentwicklung des estnischen Staates (2003)
- Gedenktafel in Riga (2010)[8]

## Schriften
- Artikel im Baltic Yearbook of International Law, 2001
- 800 Jahre – unser gemeinsames Riga, Riga, 2001
- Deutsche Politik gegenüber Estland und Lettland. Die Umsiedlung der deutsch-baltischen Volksgruppe im Zeichen der Geheimabsprache mit der Sowjetunion 1939. In: Hitler, Deutschland und die Mächte. Materialien zur Außenpolitik des Dritten Reiches, 1976, S. 657–683.
- Geheimprotokolle des „Molotow-Ribbentrop-Paktes“ – unhaltbar. Zum Beschluss des Kongresses der Volksdeputierten vom Dezember 1989. Osteuropa-Archiv 1990, S. A 623-A 625.
- mit Boris Meissner und Cornelius Hasselblatt: Der Aufbau einer freiheitlich-demokratischen Ordnung in den Baltischen Staaten. Staat, Wirtschaft, Gesellschaft, 1995
- East-West Trade. A Sourcebook on the International Economic Relations of Socialist Countries and Their Legal Aspects, 1977
- Diktierte Option – Die Umsiedlung der Deutsch-Balten aus Estland und Lettland 1939-1941, Dokumentation, 1972
- Das Klassische Gymnasium zu Riga 1919–1939. Eine Erinnerungsschrift. Hamburg 1970.
- Urheberrecht der Sowjetunion. Einführung und Quellen, Frankfurt a. M. 1966.